# Hanafismo

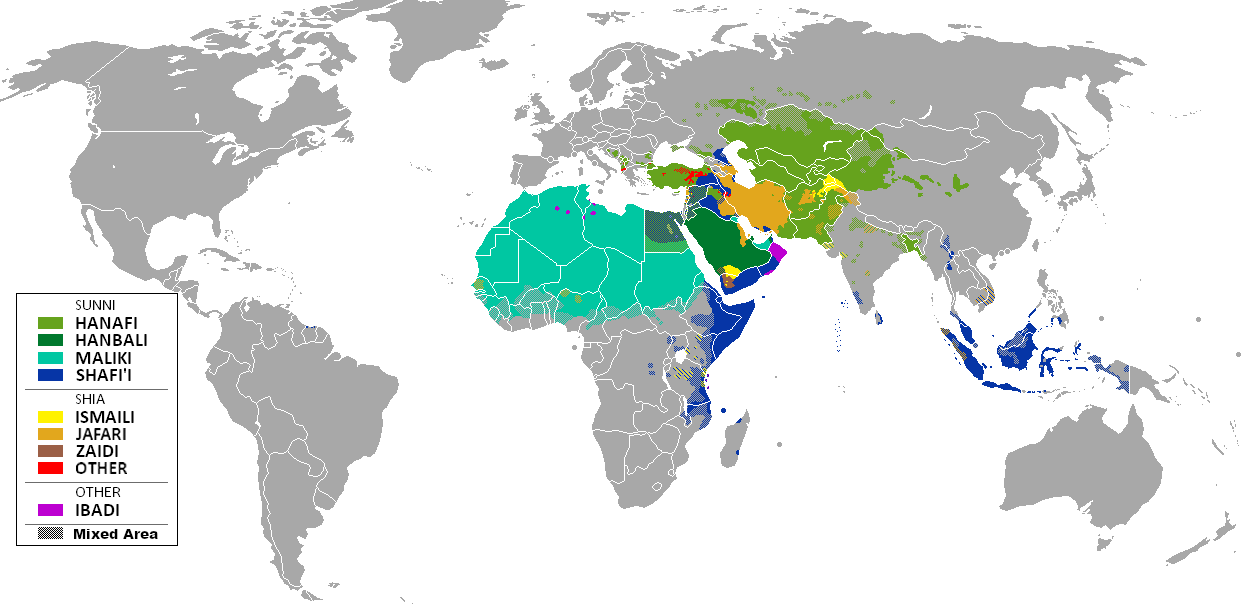
Distribuzione delle scuole giuridico-religiose islamiche nel mondo (il colore verde chiaro indica gli hanafiti).

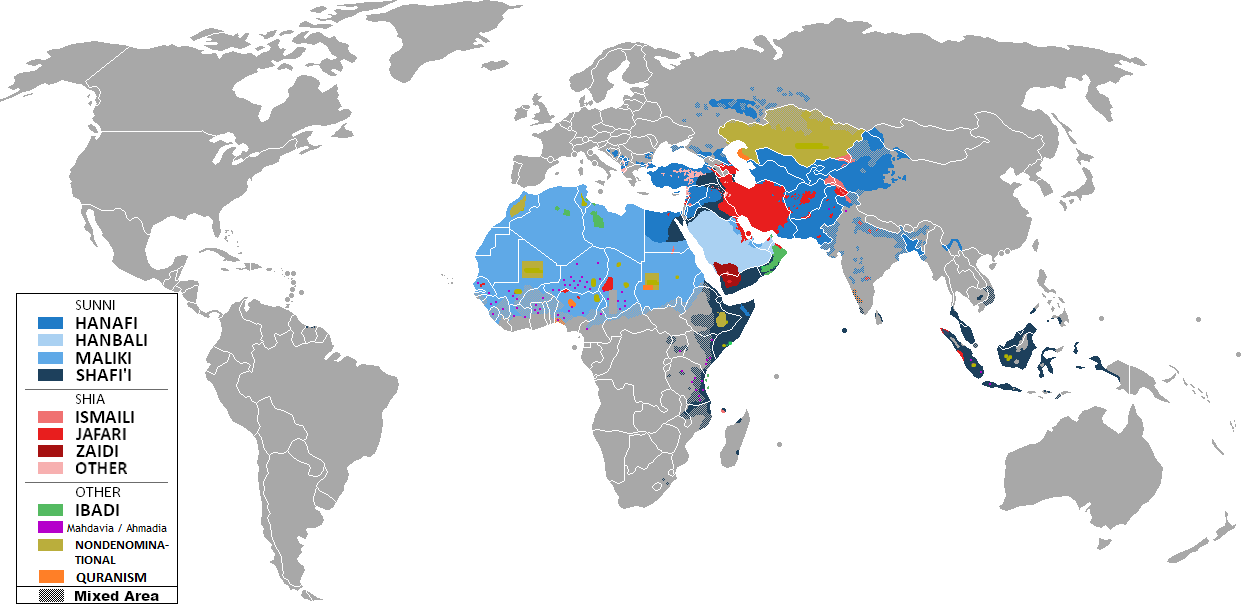
Distribuzione delle scuole giuridico-religiose islamiche nel mondo (il colore azzurro scuro indica gli hanafiti).

Lo hanafismo, ossia la scuola hanafita (in arabo ﺣﻨﻔﻴـة‎?, ḥanafiyya), è il primo dei quattro madhahib dell'islam sunnita (scuola giuridica) costituito verso la fine dell'VIII secolo d.C., come frutto dell'elaborazione dottrinale del suo fondatore, Abū Ḥanīfa al-Nuʿmān b. Thābit, 699-767, (in arabo ﺍﺑﻮ ﺣﻨﻴﻔـة ﺍﻟﻨﻌﻤﺎﻥ ﺍﺑﻦ ﺛﺎﺑﺖ‎?) e dei suoi allievi Abū Yūsuf (m. 798) e Muḥammad al-Shaybānī (m. 805). In particolare, quest'ultimo si segnala come colui che dette il via alla codificazione e alla sistematizzazione delle norme disciplinanti i rapporti con i harbī, gli abitanti non musulmani della Dār al-ḥarb.
Sotto il patrocinio degli Abbasidi, la scuola hanafi fiorì in Iraq e si diffuse verso est, stabilendosi saldamente nel Khorasan e nella Transoxiana nel IX secolo, dove godette del sostegno dei governanti samanidi locali. L'espansione turca introdusse la scuola nel subcontinente indiano e in Anatolia, e fu adottata come la principale scuola legale dell'Impero ottomano.
La scuola hanafita è la maddhab con il maggior numero di aderenti, seguita da circa un terzo dei musulmani nel mondo. È prevalente in Turchia, Pakistan, Balcani, Levante, Asia centrale, India, Bangladesh, Egitto e Afghanistan, oltre a parti di Russia, Cina e Iran. Le altre scuole legali sunnite primarie sono le scuole Maliki, Shafi`i e Hanbali.
L'hanafismo riconosce il Corano, l'hadith, il consenso (ijma), l'analogia legale (qiyas), la preferenza giuridica (istihsan) e le consuetudini normative (urf) come fonti della Sharia.
Abu Hanifa è considerato come il primo ad adottare e istituire formalmente qiyas come metodo per derivare la legge islamica quando il Corano e gli hadith sono silenziosi o ambigui nella loro guida; ed è noto per la sua fiducia generale sull'opinione personale (ra'y).
I testi fondamentali di Hanafi madhhab, accreditati ad Abū Ḥanīfa e ai suoi studenti Abu Yusuf e Muhammad al-Shaybani, includono Al-fiqh al-akbar (libro teologico sulla giurisprudenza), Al-fiqh al-absat (libro generale sulla giurisprudenza), Kitab al-athar (migliaia di hadith con commento) e i Kitab al-kharaj e Kitab al-siyar (dottrina di guerra contro i non credenti, distribuzione del bottino di guerra tra i musulmani, apostasia e tassazione dei dhimmi).
La scuola Hanafi favorisce l'uso dell'istihsan, una forma di ra'y che consente ai giuristi un'opinione personale nell'adattare la legge della Shari'a, se i risultati dei precetti portano a un risultato indesiderabile per l'interesse pubblico. Sebbene l'istihsan inizialmente non richiedesse una base scritturale, le critiche di altre scuole spinsero i giuristi hanafi a limitarne l'uso ai casi in cui era testualmente supportato dal IX secolo in poi.

## Storia
La scuola di diritto hanafi ha basato molte delle sue sentenze sulle prime tradizioni islamiche trasmesse dagli Sahaba (compagni del Profeta) residenti in Iraq.  Abu Hanifah (in arabo: أبو حنيفة النعمان بن ثابت ) fu il fondatore della scuola giurisprudenziale islamica sunnita Hanafi, che divenne nota in passato come la scuola Kufan o irachena. Ali e Abdullah, figlio di Masud, formarono gran parte della base della scuola, così come altre personalità come Muhammad al-Baqir, Ja'far al-Sadiq e Zayd ibn Ali. Molti giuristi e storici vissero a Kufa, inclusi Abu Hanifah, Hammad ibn Sulayman, Malik ibn Anas, e Ja'far al-Sadiq (discendente del Profeta islamico Muhammad) e i loro allievi Ash-Shafi'i, Abū Yūsuf, Muḥammad ibn al-Ḥasan al-Shaybānī e Ahmad ibn Hanbal, cioè molti dei più importanti esponenti della giurisprudenza (Fiqh) sunnita.
Il fiqh hanafita fu completamente compilato e documentato nell'XI secolo. Va detto, infatti, che il fiqh dei primordi si basava essenzialmente sulla trasmissione orale della conoscenza e che, con tutta probabilità, al-Shaybānī rappresenta una di quelle figure che hanno segnato il passaggio alla forma scritta.
I governanti turchi furono tra i primi ad adottare il fiqh Hanafi, relativamente più flessibile, e lo preferirono ai fiqh tradizionalisti basati su Medina che favorivano la correlazione di tutte le leggi con il Corano e gli Hadith e sfavorerebbero la legge islamica basata sulla discrezione dei giuristi. Gli Abbasidi patrocinarono la scuola hanafita dal X secolo in poi. Le dinastie selgiuchide turche dell'XI e XII secolo, seguite dagli ottomani, adottarono il fiqh Hanafi. L'espansione turca diffuse il fiqh Hanafi attraverso l'Asia centrale e nel subcontinente indiano, con l'istituzione dell'impero selgiuchide, della dinastia timuride, dei khanati, del sultanato di Delhi, del sultanato del Bengala e dell'impero moghul. Durante il regno dell'imperatore Aurangzeb, il Fatawa-e-Alamgiri di Hanafi servì come codice legale, giuridico, politico e finanziario della maggior parte dell'Asia meridionale.
Al-Shaybani scrisse l'Introduzione al diritto delle nazioni alla fine dell'VIII secolo, un libro che forniva linee guida dettagliate per la condotta della jihad contro i non credenti, nonché linee guida sul trattamento dei soggetti non musulmani sotto il dominio musulmano. Al-Shaybani scrisse un secondo trattato più avanzato sull'argomento e altri giuristi aggiunsero una serie di altri trattati in più volumi che si occupavano sia di diritto internazionale pubblico che di diritto internazionale privato, come i Codici per le relazioni di guerra e pace, il Kitāb al-siyar al-kabīr e il Kitāb al-siyar al-saghīr o il  Kitāb al-aṣl (noto anche come al-Mabsūṭ).
La rinuncia (zuhd) era una parte importante del background sociale e intellettuale dei circoli dei giuristi durante il periodo di formazione della dottrina giuridica Ḥanafi. Di conseguenza, le opere attribuite a Muḥammad b. al-Ḥasan al-Shaybānī (m. 189/804-5) toccano le preoccupazioni dei rinuncianti, in particolare l'incompleto Kitāb al-Kasb (Libro del guadagno). Una discussione delle opinioni di al-Shaybānī sulla rinuncia insieme a commenti tratti da altra letteratura sui rinuncianti mostra che, sebbene affermi alcuni valori di rinuncia, di solito sembra sostenere una pietà più globale. Ciò pone al-Shaybānī in opposizione a una parte della scuola nascente che privilegia forme più estreme, come il ripudio del guadagno (inkār al-kasb). A fianco al voluminoso corpus di al-Shaybānī, va segnalato il Kitāb al-kharāﬁ di Abū Yūsuf, opera di carattere fiscale, scritta su commissione del califfo abbaside Hārūn al-Rashīd (766-809), noto in Occidente per le numerose campagne militari contro l'Impero bizantino e ricordato da Le Mille e una notte per l'omicidio del fratello di latte Jaʿfar, il cui corpo fu poi crocifisso alla porta del ponte più importante che a Baghdad scavalcava il Tigri, e la persecuzione degli altri membri della famiglia dei Barmecidi che l'aveva accolto.
Un altro autore del periodo antico che è spesso citato dalle opere posteriori è al-Ṭaḥāwī, giurista egiziano morto nel 933. La tradizione gli attribuisce due importanti commentari, il Kitāb al-jāmiʿ al-kabīr e il Kitāb al-jāmiʿ al-ṣaghīr; vanno inoltre segnalati il testo Ikhtilāf al-fuqahāʾ e un compendio (muḫtaṣar) di diritto hanafita, ma soprattutto i formulari legali (shurūṭ) sulle transazioni, il cui genere letterario ha avuto uno sviluppo decisivo proprio grazie a lui. Aṭ-Ṭaḥāwī era famoso per la sua competenza nella giurisprudenza sia Hadīth che Ḥanafī già durante la sua vita e molte delle sue opere, come Kitāb Maʿāni al-Āthār e ʿAqīdah aṭ-Ṭaḥāwīyyah, continuano ad essere tenute in grande considerazione dai musulmani sunniti oggi.
L'hanafismo fu il madhhab prevalente nell'Impero ottomano e attualmente è il più diffuso all'interno del mondo islamico (abbracciato da circa il 30% dei musulmani), particolarmente seguito in Turchia, in Giordania, nelle regioni a est dell'Iran, Kazakistan, Afghanistan, Pakistan, India e Bangladesh. Oggi, il madhhab hanafita è considerato come la base teologica islamica per ottenere dai talebani la creazione di una società inclusiva in Afganistan.
Un movimento teologico molto seguito in ambito hanafita è il maturidismo, una delle tre principali scuole di teologia dogmatica riconosciute dal sunnismo. I seguaci di Abu Mansur al-Maturidi seguono l'occasionalismo, una filosofia che nega il principio di causa ed effetto e che vuole dimostrare  attraverso la logica formale l'esistenza e la natura della fede islamica del tawḥīd (unicità di Dio). L'hanafismo predilige un atteggiamento empirico, deduttivo e analogico da parte del giudice (qiyas).
Nelle zone del sunnismo oggi hanafite vi sono alcune enclave di altri madhab o di filosofie specifiche islamiche. Per esempio in Kazakistan vi sono zone sunnite Nondenominazionali o sunnite coraniste. In India, Cina, Pakistan, Kazakistan ci sono piccole zone sciite ismailite. In Pakistan ed Afghanistan vi sono zone Sciite (di altra scuola, come i Duodecimani, maggioritari nello sciismo).